# Jambu Ilir
Jambu Ilir is een bestuurslaag in het regentschap Ogan Komering Ilir van de provincie Zuid-Sumatra, Indonesië. Jambu Ilir telt 2035 inwoners (volkstelling 2010).